# 존 프레임

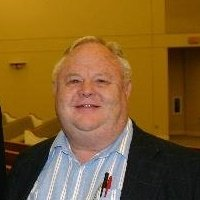
존 프레임.

존 M. 프레임(John M. Frame, 1939년 4월 8일~)은 펜실베니아 주 피츠버그에서 태어난 미국의 기독교 철학자이며 칼빈주의 신학자로서 특별히 인식론, 전제주의 변증학, 조직신학, 그리고 윤리학에 대한 글이 유명하다. 그는 코넬리우스 밴틸의 사상을 해석하고 평가하는 학자들 가운데 한 사람이다. 존 프레임은 현재 미국의 대표적인 개혁주의 조직신학자 가운데 한 사람이다. 프린스턴 대학교(A. B.), 웨스트민스터 신학교(B. D.), 예일 대학교(M. A., M. Phil.), 벨헤이븐 대학(D. D.)에서 수학하였다. 서부 웨스트민스터 신학교에 있다가 음악과 관련된 2권의 책에서
contemporary worship music, musical instruments and liturgical dance를 주장하는 한 것이 논쟁으로 말미암아 현재는 올랜도의 리폼드 신학교에서 조직신학 및 철학 교수로 사역하고 있다. 네 권으로 된 주권신학 시리즈를 포함하여 많은 책을 저술하였다.

## 저서
- The Doctrine of Christian Life (A Theology of Lordship), P&R Publishing; First Edition June 6 2008 ISBN 978-0875527963
- The Doctrine of God (A Theology of Lordship), P&R Publishing; May 1 2002 ISBN
- The Doctrine of the Word of God (A Theology of Lordship), P&R Publishing, October 27 2010, ISBN
- The Doctrine of the Knowledge of God (A Theology of Lordship), P&R Publishing, August 1 1987 ISBN 978-0875522623
- Introduction to Presuppositional Apologetics Part 1 & 2
- Van Til: The Theologian, 1976 ISBN 0-916034-02-X
- Medical Ethics, 1988 ISBN 0-87552-261-0
- Perspectives on the Word of God: An Introduction to Christian Ethics, 1990 ISBN 0-8010-3557-0
- Evangelical Reunion, 1991 ISBN 0-8010-3560-0
- Apologetics to the Glory of God, 1994 ISBN 0-87552-243-2
- Cornelius Van Til: An Analysis of his Thought, 1995 ISBN 0-87552-245-9
- Worship in Spirit and Truth, 1996 ISBN 0-87552-242-4
- Contemporary Worship Music: A Biblical Defense, 1997 ISBN 0-87552-212-2
- No Other God: A Response to Open Theism, 2001 ISBN 0-87552-185-1
- Salvation Belongs To The Lord: An Introduction To Systematic Theology, 2006 ISBN 1-59638-018-7
- Systematic Theology: An Introduction to Christian Belief, 2013 ISBN 1-59638-217-1
- A History of Western Philosophy and Theology, 2015 ISBN 978-1-62995-084-6